# Motiv3 Pro-Cycling Team
El Motiv3 Pro-Cycling Team (codi UCI: MPC) va ser un equip ciclista noruec de categoria continental. Creat el 2012, competia principalment als circuits continentals de ciclisme. A mitjans del 2014 va perdre l'estatus d'equip continental i a final de la temporada va desaparèixer.

## Principals victòries

### Grans Voltes
- Tour de França
  - 0 participacions

- Giro d'Itàlia
  - 0 participacions

- Volta a Espanya
  - 0 participacions

## Composició de l'equip
| \| Llista de l'equip 2012 \| Llista de l'equip 2012 \| Llista de l'equip 2012 \| Llista de l'equip 2012 \| \| Ciclista \| Data de naixement \| Equip previ \| \| \| ---------------------------------- \| ---------------------- \| ------------------------------- \| ---------------------- \| \| Jon Einar Bergsland \| 24 de agost de 1981 \| Grenland Sykleklubb (2011) \| \| \| Magnus Børresen \| 18 de setembre de 1988 \| IF Frøy (2011) \| \| \| Linus Dahlberg \| 10 de octubre de 1987 \| \| \| \| Kristian Forbord \| 30 de juny de 1988 \| \| \| \| Krister Hagen (4 de abr–31 de des) \| 12 de gener de 1989 \| Kristiansands Cykleklubb (2012) \| \| \| Christian Hannestad \| 2 de març de 1992 \| \| \| \| Ola Haug \| 25 de setembre de 1991 \| \| \| \| Phan Åge Haugård \| 13 de maig de 1992 \| \| \| \| Sondre Moen Hurum \| 2 de desembre de 1988 \| \| \| \| Andreas Landa \| 24 de abril de 1988 \| IF Frøy (2011) \| \| \| Vegard Nyhus \| 5 de maig de 1988 \| \| \| \| Elias Angell Spikseth \| 13 de juliol de 1990 \| Grenland Sykleklubb (2011) \| \| \| Martin Stendahl \| 27 de gener de 1991 \| \| \| \| \| \| \| \| \| Font: ProCyclingStats \| \| \| \| |                        |                                 |  |
| Llista de l'equip 2012 |                        |                                 |  |
| Ciclista | Data de naixement      | Equip previ                     |  |
| Jon Einar Bergsland | 24 de agost de 1981    | Grenland Sykleklubb (2011)      |  |
| Magnus Børresen | 18 de setembre de 1988 | IF Frøy (2011)                  |  |
| Linus Dahlberg | 10 de octubre de 1987  |                                 |  |
| Kristian Forbord | 30 de juny de 1988     |                                 |  |
| Krister Hagen (4 de abr–31 de des) | 12 de gener de 1989    | Kristiansands Cykleklubb (2012) |  |
| Christian Hannestad | 2 de març de 1992      |                                 |  |
| Ola Haug | 25 de setembre de 1991 |                                 |  |
| Phan Åge Haugård | 13 de maig de 1992     |                                 |  |
| Sondre Moen Hurum | 2 de desembre de 1988  |                                 |  |
| Andreas Landa | 24 de abril de 1988    | IF Frøy (2011)                  |  |
| Vegard Nyhus | 5 de maig de 1988      |                                 |  |
| Elias Angell Spikseth | 13 de juliol de 1990   | Grenland Sykleklubb (2011)      |  |
| Martin Stendahl | 27 de gener de 1991    |                                 |  |
| |                        |                                 |  |
| Font: ProCyclingStats |                        |                                 |  |

| \| Llista de l'equip 2013 \| Llista de l'equip 2013 \| Llista de l'equip 2013 \| Llista de l'equip 2013 \| \| Ciclista \| Data de naixement \| Equip previ \| \| \| -------------------------------------- \| ---------------------- \| ------------------------------- \| ---------------------- \| \| Niklas Åkvik \| 31 de març de 1989 \| \| \| \| Jon Einar Bergsland \| 24 de agost de 1981 \| Grenland Sykleklubb (2011) \| \| \| Magnus Børresen \| 18 de setembre de 1988 \| IF Frøy (2011) \| \| \| Marius Ness Haave (1 de ago–31 de des) \| 18 de febrer de 1986 \| \| \| \| Krister Hagen \| 12 de gener de 1989 \| Kristiansands Cykleklubb (2012) \| \| \| Christian Hannestad \| 2 de març de 1992 \| \| \| \| Phan Åge Haugård \| 13 de maig de 1992 \| \| \| \| Sondre Moen Hurum \| 2 de desembre de 1988 \| \| \| \| Øystein Stake Laengen \| 7 de febrer de 1989 \| Plussbank-BMC (2012) \| \| \| Andreas Landa \| 24 de abril de 1988 \| IF Frøy (2011) \| \| \| Kristian Forbord (1 de gen–1 de ago) \| 30 de juny de 1988 \| \| \| \| \| \| \| \| \| Font: ProCyclingStats \| \| \| \|Nota: Niklas Åkvik |                        |                                 |  |
| Llista de l'equip 2013 |                        |                                 |  |
| Ciclista | Data de naixement      | Equip previ                     |  |
| Niklas Åkvik | 31 de març de 1989     |                                 |  |
| Jon Einar Bergsland | 24 de agost de 1981    | Grenland Sykleklubb (2011)      |  |
| Magnus Børresen | 18 de setembre de 1988 | IF Frøy (2011)                  |  |
| Marius Ness Haave (1 de ago–31 de des) | 18 de febrer de 1986   |                                 |  |
| Krister Hagen | 12 de gener de 1989    | Kristiansands Cykleklubb (2012) |  |
| Christian Hannestad | 2 de març de 1992      |                                 |  |
| Phan Åge Haugård | 13 de maig de 1992     |                                 |  |
| Sondre Moen Hurum | 2 de desembre de 1988  |                                 |  |
| Øystein Stake Laengen | 7 de febrer de 1989    | Plussbank-BMC (2012)            |  |
| Andreas Landa | 24 de abril de 1988    | IF Frøy (2011)                  |  |
| Kristian Forbord (1 de gen–1 de ago) | 30 de juny de 1988     |                                 |  |
| |                        |                                 |  |
| Font: ProCyclingStats |                        |                                 |  |

| \| Llista de l'equip 2014 \| Llista de l'equip 2014 \| Llista de l'equip 2014 \| Llista de l'equip 2014 \| \| Ciclista \| Data de naixement \| Equip previ \| \| \| --------------------------------------------- \| ---------------------- \| ------------------------------- \| ---------------------- \| \| Niklas Åkvik \| 31 de març de 1989 \| Plussbank-BMC (2012) \| \| \| Sivert Fandrem \| 10 de març de 1994 \| \| \| \| Audun Brekke Fløtten \| 20 de agost de 1990 \| Joker Merida (2013) \| \| \| Sverre Skogan Fredriksen \| 18 de desembre de 1995 \| \| \| \| Marius Ness Haave \| 18 de febrer de 1986 \| \| \| \| Anders Lie Håkenrud \| 6 de febrer de 1994 \| \| \| \| Sondre Moen Hurum \| 2 de desembre de 1988 \| \| \| \| Christer Jensen (1 de gen–31 de jul) \| 19 de febrer de 1990 \| Joker Merida (2013) \| \| \| Njål Kleiven \| 1 de maig de 1994 \| \| \| \| Anders Kristoffersen \| 27 de març de 1993 \| \| \| \| Øystein Stake Laengen \| 7 de febrer de 1989 \| Plussbank-BMC (2012) \| \| \| Åsmund Romstad Løvik \| 1 de maig de 1989 \| Trondhjems Velocipedklub (2013) \| \| \| Frans-Leonard Markaskard (1 de gen–10 de abr) \| 27 de octubre de 1990 \| Øster Hus-Ridley (2013) \| \| \| Nikolai Tefre (1 de gen–31 de jul) \| 12 de octubre de 1994 \| \| \| \| Vegard Nyhus \| 5 de maig de 1988 \| \| \| \| Jonas Abrahamsen (1 de gen–17 de juny, Nota) \| 20 de setembre de 1995 \| Grenland Sykleklubb (2013) \| \| \| \| \| \| \| \| Font: ProCyclingStats \| \| \| \|Nota: Jonas Abrahamsen, canvi d'equip |                        |                                 |  |
| Llista de l'equip 2014 |                        |                                 |  |
| Ciclista | Data de naixement      | Equip previ                     |  |
| Niklas Åkvik | 31 de març de 1989     | Plussbank-BMC (2012)            |  |
| Sivert Fandrem | 10 de març de 1994     |                                 |  |
| Audun Brekke Fløtten | 20 de agost de 1990    | Joker Merida (2013)             |  |
| Sverre Skogan Fredriksen | 18 de desembre de 1995 |                                 |  |
| Marius Ness Haave | 18 de febrer de 1986   |                                 |  |
| Anders Lie Håkenrud | 6 de febrer de 1994    |                                 |  |
| Sondre Moen Hurum | 2 de desembre de 1988  |                                 |  |
| Christer Jensen (1 de gen–31 de jul) | 19 de febrer de 1990   | Joker Merida (2013)             |  |
| Njål Kleiven | 1 de maig de 1994      |                                 |  |
| Anders Kristoffersen | 27 de març de 1993     |                                 |  |
| Øystein Stake Laengen | 7 de febrer de 1989    | Plussbank-BMC (2012)            |  |
| Åsmund Romstad Løvik | 1 de maig de 1989      | Trondhjems Velocipedklub (2013) |  |
| Frans-Leonard Markaskard (1 de gen–10 de abr) | 27 de octubre de 1990  | Øster Hus-Ridley (2013)         |  |
| Nikolai Tefre (1 de gen–31 de jul) | 12 de octubre de 1994  |                                 |  |
| Vegard Nyhus | 5 de maig de 1988      |                                 |  |
| Jonas Abrahamsen (1 de gen–17 de juny, Nota) | 20 de setembre de 1995 | Grenland Sykleklubb (2013)      |  |
| |                        |                                 |  |
| Font: ProCyclingStats |                        |                                 |  |

## Classificacions UCI

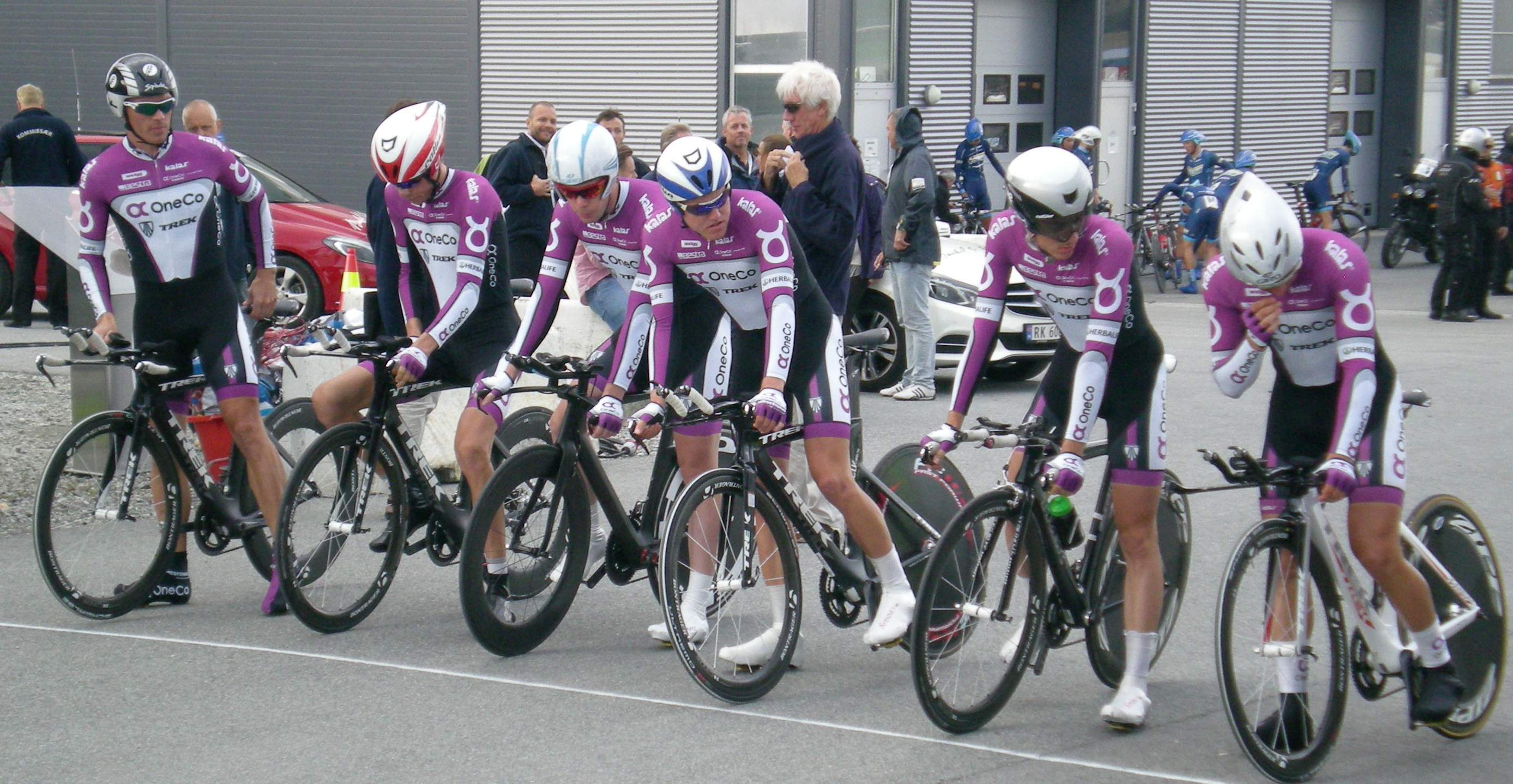
L'equip al 2013

A partir del 2012 l'equip participa en les proves dels circuits continentals i principalment en les curses del calendari de l'UCI Europa Tour.
UCI Europa Tour
| Temporada | Classificació per equips | Millor ciclista en la classificació individual |
| --------- | ------------------------ | ---------------------------------------------- |
| 2012      | 105è                     | Jon Einar Bergsland (760è)                     |
| 2013      | 99è                      | Magnus Børresen (477è)                         |